# 威斯敏斯特山
威斯敏斯特山（英語：Mount Westminster），是南極洲的山峰，位於杜費克海岸，處於金西山以南7公里的比爾德摩爾冰川東岸，屬於支持者山脈的一部分，海拔高度3,370米，由英國探險隊發現和命名，現時由南極條約體系管理。